# 美姉妹 犯す
『美姉妹 犯す』（びしまい おかす）は、西村昭五郎監督、風祭ゆき主演で1982年1月8日に日活ロマンポルノの作品として公開された日本映画。

## あらすじ
姉・澪子と妹・雅子は、両親が経営する本屋に住む、近所でも評判の美人姉妹。古風で上品な澪子には近く結婚するという話が出ている。一方、雅子は性に奔放で、妻子ある男性と関係をもっている。
本屋に新しく、住み込みのアルバイトとして、夜学に通う苦学生・清がやってくる。清は澪子に惹かれていくが、ある夜、偶然から澪子の唇を奪う。...

## キャスト
- 風祭ゆき - 澪子
- 山口千枝 - 雅子
- 江崎和代 - 雪子
- 内藤剛志 - 清
- 田浦智之 - 山本
- 上月左知子 - 伸子
- 白山英雄 - 加山
- 坂本長利 - 竜夫
- 森洋二 - 羽沢